# ブラゴエヴグラト
ブラゴエヴグラト（Blagoevgrad (ブルガリア語: Благоевград [bɫɐˈɡɔɛvˌɡrat])）は、ブルガリア南西部の町、およびそれを中心とした基礎自治体。ブラゴエヴグラト州に属する。旧称ゴルナ・ジュマヤ（Горна Джумая、Gorna Dzhumaya）、オスマン帝国時代はユカル・ジュマ（Yukarı Cuma）。ブラゴエヴグラツカ・ビストリツァ川（Blagoevgradska Bistritsa）の河岸に位置する。

## 呼称と表記
ブルガリア語での名称はブラゴエヴグラト（Благоевград、ラテン文字転写:Blagoevgrad）である。トルコ語での名称はユカル・ジュマ（Yukarı Cuma）である。日本語ではブラゴエフグラード、ブラゴエフグラート、ブラゴエヴグラド、ブラゴエヴグラート、ブラゴエブグラト、ブラゴエブグラドなどさまざまな表記の揺れがある（表記ゆれは主にвおよびдの有声/無声の違い、вを有声とする場合вの転写に「ブ」を用いるか「ヴ」を用いるかの違い、および最後の-градに長音記号「ー」を用いるかどうかの違いによる）。

## 概況
ブラゴエヴグラトはブルガリア南西部の経済、文化の中心となっている。ブラゴエヴグラトはストルマ川の谷の中に位置し、リラ山脈、ピリン山脈のふもとにあたる。ソフィアからは101キロメートル南に位置し、ギリシャ、セルビア、マケドニア共和国との国境に近い。ブラゴエヴグラトには、歩行者専用となっている19世紀の建築物を保存した中心街と、多くのレストラン、カフェ、コーヒー店、ブティックがある。
ブラゴエヴグラトは“ネオフィト・リルスキ”・ブルガリア南西大学(en)、およびブルガリア・アメリカン大学(en)の本拠地となっている。町はまた聖キリル・メトディイ国立人道高等学校（旧称：ブルガリア・テッサロニキ男子高等学校）が1913年にテッサロニキから移転して以来、その本拠地となっている。
周辺の有名な観光地には、スキー・リゾート地のボドロスト（Bodrost）などがある。

## 歴史
古代トラキア人の集落・スカプトパラ（Scaptopara）がおよそ紀元前300年ごろこの地に存在した。後にローマ帝国に征服され、やがて町は温泉地として知られるようになった。
中世の町の歴史はよく知られていないものの、オスマン帝国支配下の時代には町はイスラム教徒が多数派を占めており、ジュマ・ウ・バラ（Cuma-ı Bala）と呼ばれた。ジュマ・ウ・バラとはペルシャ語およびオスマン語で「上ジュマ」を意味する。19世紀の民族復興期、ジュマ・ウ・バラにはヴァロシャ（Varosha）と呼ばれるブルガリア人地区が形成され、おおくのブルガリア民族復興期の様式の建築物、そして1844年には「生神女の進堂」教会が建立され、今日まで保存されている。
ブラゴエヴグラトにはチタリシテ（Chitalishte）が1866年に建てられ、1912年から1913年にかけてのバルカン戦争では、オスマン帝国の支配からブルガリア領へと移譲された。バルカン戦争以前は、ジュマ・イ・バラはオスマン帝国のセラニク州（Selanik vilayet、テッサロニキ州）、セレズ地方（Serez sandjak）の一部であった。
多くのブルガリア人難民がギリシャ領となったエーゲ・マケドニアおよびセルビア領となったヴァルダル・マケドニアから流入し、町はやがてゴルナ・ジュマヤ（オスマン帝国時代の名称をブルガリア語化したもの）とよばれるようになり、その大きさと重要度を増していった。
町は1950年、ブルガリア共産党の指導者でエーゲ・マケドニアからの移民であるディミタル・ブラゴエフ（Dimitar Blagoev）にちなんでブラゴエヴグラトと改名された。
南極大陸のサウス・シェトランド諸島、グリーンウィッチ島のスカプトパラ洞穴は、ブラゴエヴグラトの古名にちなんで名づけられている。

## 町村
ブラゴエヴグラト基礎自治体（Община Благоевград）には、その中心であるブラゴエヴグラトをはじめ、以下の町村（集落）が存在している。
- Бело поле
- Бистрица
- Благоевград
- Бучино
- Българчево
- Габрово
- Горно Хърсово
- Дебочица
- Делвино
- Дренково
- Дъбрава
- Еленово
- Зелендол

- Изгрев
- Клисура
- Лешко
- Лисия
- Логодаж
- Марулево
- Мощанец
- Обел
- Падеш
- Покровник
- Рилци
- Селище
- Церово

## 姉妹都市
- オーバーン （Auburn） アメリカ合衆国
- デルチェヴォ （Delčevo） マケドニア共和国
- セレス ギリシャ
- セーケシュフェヘールヴァール ハンガリー
- テッサロニキ ギリシャ
- バトゥミ グルジア